# Tropidonophis
Genre
Tropidonophis est un genre de serpents de la famille des Natricidae. 

## Répartition
Les 19 espèces de ce genre se rencontrent en Australie, en Papouasie-Nouvelle-Guinée, en Indonésie et aux Philippines.

## Liste d'espèces
Selon The Reptile Database (7 septembre 2015) :
- Tropidonophis aenigmaticus Malnate & Underwood, 1988
- Tropidonophis dahlii (Werner, 1899)
- Tropidonophis dendrophiops (Günther, 1883)
- Tropidonophis dolasii Kraus & Allison, 2004
- Tropidonophis doriae (Boulenger, 1897)
- Tropidonophis elongatus (Jan, 1865)
- Tropidonophis halmahericus (Boettger, 1895)
- Tropidonophis hypomelas (Günther, 1877)
- Tropidonophis mairii (Gray, 1841)
- Tropidonophis mcdowelli Malnate & Underwood, 1988
- Tropidonophis montanus (Lidth De Jeude, 1911)
- Tropidonophis multiscutellatus (Brongersma, 1948)
- Tropidonophis negrosensis (Taylor, 1917)
- Tropidonophis novaeguineae (Lidth De Jeude, 1911)
- Tropidonophis parkeri Malnate & Underwood, 1988
- Tropidonophis picturatus (Schlegel, 1837)
- Tropidonophis punctiventris (Boettger, 1895)
- Tropidonophis statisticus Malnate & Underwood, 1988
- Tropidonophis truncatus (Peters, 1863)

## Publication originale
- Jan, 1863 : Elenco Sistematico degli Ofidi descriti e disegnati per l'Iconografia Generale. Milano, A. Lombardi, p. 1-143 (texte intégral).